# Lotte Department Store
Lotte Shopping Co — крупнейший южнокорейский ретейлер, входит в Lotte Group. Штаб-квартира — в Сеуле.

## Деятельность
Компания основана в 1970 (до 1979 работала под именем «Hyeobwoo Industry»).
С 2006 акции компании торгуются на Лондонской и Корейской биржах. Капитализация — $11 млрд. Председатель совета директоров и президент — Ин-Вон Ли.
«Lotte Shopping» принадлежит 22 торговых центра, 42 дисконт-центра и 47 супермаркетов национального уровня.
Численность персонала — около 8000 человек. Выручка за 2005 составила $8,5 млрд., чистая прибыль — $542 млн.